# Bryowijkia
Bryowijkia là một chi rêu trong họ Trachypodaceae.